# Айгыржал (Абайская область)
Айгыржал (каз. Айғыржал) — село в Аягозском районе Абайской области Казахстана. Входит в состав городской администрации Аягоза. Код КАТО — 631800200.

## Население
В 1999 году население села составляло 188 человек (99 мужчин и 89 женщин). По данным переписи 2009 года, в селе проживало 105 человек (52 мужчины и 53 женщины).